# Кисела Вода
Кисла Вода (мак. Кисела Вода) — район у столиці Північної Македонії Скоп'є, частина громади Кисла Вода.

## Географія
Кисела Вода знаходиться у крайній південно-східній частині міста Скоп'є.

## Історія
Після Скопськото землетрусу в 1963 році Болгарія розбудовувала квартал, у рамках гуманітарної допомоги для постраждалих від землетрусу.
Згідно з переписом 2002 року в районі є 84 625 жителів.
| Національність | К-сть  |
| Македонці      | 74 431 |
| Албанці        | 342    |
| Турки          | 419    |
| Цигани         | 324    |
| Волохи         | 987    |
| Серби          | 3 738  |
| Босняки        | 535    |
| інші           | 1 849  |